# Erlenbach am Main
Erlenbach am Main é uma cidade da Alemanha, localizada no distrito de Miltenberg, no estado de Baviera.